# Midgee minuta
Espèce
Midgee minuta est une espèce d'araignées aranéomorphes de la famille des Toxopidae.

## Distribution
Cette espèce est endémique du Queensland en Australie. Elle se rencontre au cap Tribulation et vers Cooktown.

## Description
La carapace de la femelle holotype mesure 0,7 mm de long sur 0,6 mm et l'abdomen 0,8 mm de long sur 0,6 mm. La carapace du mâle paratype mesure 0,7 mm de long sur 0,6 mm et l'abdomen 0,7 mm de long sur 0,6 mm.

## Publication originale
- Davies, 1995 : A tiny litter spider (Araneae: Amaurobioidea) from Australian rainforests. Records of the Western Australian Museum. Supplement, vol. 52, p. 119-129 (texte intégral).